# Olympische Winterspiele 2006/Teilnehmer (Norwegen)
| Gelbes Symbol für Goldmedaillen mit stilisierten Olympischen Ringen | Graues Symbol für Silbermedaillen mit stilisierten Olympischen Ringen | Braundes Symbol für Bronzemedaillen mit stilisierten Olympischen Ringen |
| ------------------------------------------------------------------- | --------------------------------------------------------------------- | ----------------------------------------------------------------------- |
| 2                                                                   | 8                                                                     | 9                                                                       |

Norwegen nahm an den Olympischen Winterspielen 2006 im italienischen Turin mit einer Delegation von 74 Athleten an acht Sportarten teil.
Dabei konnten die Athleten zwei Gold-, acht Silber- und neun Bronzemedaillen erringen. Erfolgreichster Athlet war Lars Bystøl, der im Skispringen eine Gold- und zwei Bronzemedaillen gewonnen hat.

## Flaggenträger
Der Curlingspieler Pål Trulsen trug die Flagge Norwegens während der Eröffnungsfeier, bei der Schlussfeier wurde sie vom Skilangläufer Frode Estil getragen.

## Teilnehmer nach Sportarten

### Biathlon(11)
Frauen
- Gunn Margit Andreassen
Einzel (15 km): 61. Platz; 59:04,3 min; +9:40,2 min
- Tora Berger
Einzel (15 km): 14. Platz; 52:53,4 min; +3:29,3 min
- Gro Marit Istad-Kristiansen
- Liv Grete Poirée
Einzel (15 km): 10. Platz; 52:22,0 min; +2:57,9 min
- Linda Tjørhom
Einzel (15 km): 51. Platz; 56:47,8 min; +7:23,7 min

Männer
- Frode Andresen
Einzel (20 km): 15. Platz; 57:10,2 min; +2:47,2 min
Sprint (10 km): Bronzemedaille; 26:31,3 min; +19,7 s
- Lars Berger
- Ole Einar Bjørndalen
Einzel (20 km): Silbermedaille; 54:39,0 min; +16,0 s
Sprint (10 km): 12. Platz; 27:25,5 min; +1:13,9 min
- Stian Eckhoff
Einzel (20 km): 16. Platz; 57:11,8 min; +2:48,8 min
Sprint (10 km): 17. Platz; 27:48,0 min; +1:36,4 min
- Halvard Hanevold
Einzel (20 km): Bronzemedaille; 55:31,9 min; + 1:08,9 min
Sprint (10 km): Silbermedaille; 26:19,8 min; +8,2 s
- Emil Hegle Svendsen

### Curling(10)
Frauen
- Dordi Nordby
- Marianne Haslum
- Marianne Rørvik
- Camilla Holth
- Charlotte Hovring

Männer
- Pål Trulsen
- Lars Vågberg
- Flemming Davanger
- Bent Ånund Ramsfjell
- Torger Nergård

### Eisschnelllauf(11)
Frauen
- Annette Bjelkevik
- Hedvig Bjelkevik
- Maren Haugli

Männer
- Petter Andersen
- Håvard Bøkko
- Eskil Ervik
5000 m: 10. Platz – 6:26,91 min; +12,23 s
- Øystein Grødum
5000 m: 8. Platz – 6:24,21 min; +9,53 s
- Mikael Flygind Larsen
- Lasse Sætre
5000 m: 9. Platz – 6:25,15 min; +10,47 s
- Even Wetten

### Freestyle-Skiing(2)
- Ingrid Berntsen
Buckelpiste: 19. Platz; 19,84 Punkte im Finale
- Kari Traa
Buckelpiste: Silbermedaille; 25,65 Punkte im Finale

### Skeleton(1)
- Desiree Bjerke
Damen: 9. Platz; 2:02,62 min; +2,79 s

### Ski alpin(7)
- Kjetil André Aamodt
Abfahrt, Männer: 4. Platz – 1:49,88 min
Alpine Kombination, Männer: nicht angetreten zur Abfahrt
- Hans Petter Buraas
- Kjetil Jansrud
Alpine Kombination, Männer: 10. – 3:12,32 min
- Lasse Kjus
Abfahrt, Männer: 14. Platz – 1:50,64 min
Alpine Kombination, Männer: ausgeschieden im Slalom (1. Lauf)
- Lars Elton Myhre
- Bjarne Solbakken
Abfahrt, Männer: 29. Platz – 1:51,72 min
- Aksel Lund Svindal
Abfahrt, Männer: 24. Platz – 1:50,90 min
Alpine Kombination, Männer: ausgeschieden im Slalom (1. Lauf)

### Ski Nordisch(26)
Langlauf Frauen
- Marit Bjørgen
- Ella Gjømle
- Hilde Gjermundshaug Pedersen
- Kristin Størmer Steira
- Kristin Mürer Stemland

Langlauf Männer
- Ola Vigen Hattestad
- Tor Arne Hetland
- Trond Iversen
- Johan Kjølstad
- Jan Egil Andresen
- Anders Aukland
- Frode Estil
- Tord Asle Gjerdalen
- Odd-Bjørn Hjelmeset
- Tore Ruud Hofstad
- Eldar Rønning
- Jens Arne Svartedal

Nordische Kombination
- Petter Tande
Einzel (Normalschanze K106 / 15 km): 4. Platz, +16,3 s
- Magnus Moan
Einzel (Normalschanze K106 / 15 km): Bronzemedaille, +16,2 s
- Kristian Hammer
Einzel (Normalschanze K106 / 15 km): 35. Platz, +5:06,2 min
- Håvard Klemetsen
Einzel (Normalschanze K106 / 15 km): 20. Platz, +3:15,9 min

Skispringen
- Lars Bystøl
- Tommy Ingebrigtsen
- Roar Ljøkelsøy
- Sigurd Pettersen
- Bjørn Einar Romøren

### Snowboard(5)
- Fredrik Austbø
- Kjersti Buaas
- Daniel Franck
- Kim Christiansen
- Halvor Lunn